# Saska obala
Saska obala (lat. litus Saxonicum, eng. Saxon Shore) je naziv za sustav deset utvrda koje je Rimsko Carstvo podiglo radi obrane obala La Manchea, odnosno vlastitih teritorija u Britaniji i sjeverozapadnoj Galiji. 
Utvrđenja su podignuta krajem 3. stoljeća, a kao razlog se najčešće navodi kriza 3. stoljeća, i sve učestaliji pljačkaški pohodi germanskih plemena - uglavnom Franaka i Sasa koji su išli preko Sjevernog mora. Za sve njih je bio nadležan zapovjednik naslova grof Saske obale za Britaniju, comes litoris Saxonici per Britanniam. 
Do 270. godine se ovaj obrambeni lanac protezao od današnjeg Brancastera u Norfolku do današnjeg Portchestera u Hampshireu.
Krajem 4. stoljeća su utvrđenja s galske strane izdvojena u zasebnu obrambenu jedinicu. Nakon što su Rimljani oko 410. napustili Britaniju, utvrđenja sa Saske obale su služila domorodcima.

## Vanjske poveznice
- The Saxon Shore forts on "Roman Britain"  Arhivirana inačica izvorne stranice od 3. srpnja 2011. (Wayback Machine)
- History of Pevensey Castle